# 高橋香純
高橋香純（たかはし かすみ、5月24日 - ）は、株式会社ウイング元所属の気象予報士。秋田県秋田市出身。法政大学法学部卒業後、気象予報士試験に合格し2008年に登録。2009年1月から2012年12月までミヤギテレビの専属気象予報士として契約。2013年3月に女子を出産。ニックネームは「かすみん」。

## 過去の出演番組
- ミヤギテレビストレイトニュース　ローカル天気予報コーナー担当
- Newsリアルタイムミヤギ 天気予報コーナー担当
- ミヤギnews every.　仙台駅前等中継・天気予報コーナー担当